# 勞夫島
勞夫島（英語：Lauff Island）是南極洲的島嶼，位於瑪麗伯德地，處於錫普爾島的達特角以北4公里，由美國海軍發現和拍攝照片，現時由南極條約體系管理。